# Provinz Ciego de Ávila
| Ciego de Ávila     | Ciego de Ávila |
| ------------------ | -------------- |
| Karte              |                |
| Hauptstadt         | Ciego de Ávila |
| Fläche             | 6.972 km²      |
| Einwohner          | 426.054 (2012) |
| Bevölkerungsdichte | 61,1 EW/km²    |
| ISO-Code           | CU-08          |

Die Provinz Ciego de Ávila erstreckt sich zwischen 20°50' und 22°41' nördlicher Breite sowie 78°04' und 79°08 westlicher Länge und liegt im Osten Zentralkubas. Die Provinz liegt zwischen zwei Meeren, dem Atlantischen Ozean im Norden und dem Karibischen Meer im Süden. Im Osten grenzt sie an die Provinz Camagüey und im Westen an die Provinz Sancti Spíritus. Hauptstadt ist die gleichnamige Stadt Ciego de Ávila, welche an der Landstraße Carretera Central liegt. Die zweitgrößte Stadt ist Morón nahe der Nordküste. Die Provinz war bis 1975 Teil der Provinz Camagüey.
Vor der Nordküste liegen die cayos der Inselgruppe Jardines del Rey (Teil eines 400 km langen Korallenriffs mit kleinen und kleinsten Inseln). Ihre ausgedehnte tropische Vegetation und Flachwassergebiete bieten Lebensraum für über 150 Vogelarten. Um Cayo Coco siedelt die größte Kolonie Flamingos. Ein großer Teil der Inseln ist heute als Naturschutzreservat ausgewiesen.
Zwischen Morón und der Nordküste gibt es mehrere Seen, der größte davon ist mit 67 km² die Laguna de la Leche (Milchsee). Er ist zugleich das größte Süßwasserreservoir Kubas. Die eigenartige weiße Färbung des Wassers stammt von Kalkvorkommen.
An der Südküste gibt es Mangrovenwälder. Der Küste vorgelagert ist die Inselgruppe Jardines de la Reina.
Geographisch gestaltet sich die ganze Provinz weitgehend eben.
Die einzigen deutlichen Erhebungen sind im Nordwesten bei Florencia (als Ausläufer der Gebirgskette ‚Altura del Nordeste‘, Pico Bandera, 442 m) sowie im Nordosten die Loma de Cunagua bei Bolivia (315 m). Den zentralen Bereich dominiert die Ebene Llanura de Júcaro – Morón. Zu den Küsten hin erstrecken sich ausgedehnte Becken mit oft nur wenigen Metern Höhe ü. M. im Süden ab Ciego de Ávila und im Norden ab Moron. Die beiden größten Flüsse sind zur Südküste der Río Majagua (72 km) sowie der Río Chambas (69 km) nach Norden.
In der Landwirtschaft dominieren Rinderzucht (zentraler Teil), Zuckerproduktion sowie Ananas und Zitrusfrüchte. Seit 2009 gibt es Anstrengungen zur Diversifizierung der Landwirtschaft, u. a. werden Kartoffeln und Reis oder Zwischenfrüchte angepflanzt. Diese Maßnahmen sollen zur besseren lokalen Versorgung beitragen, aufgegebene Zuckeranbauflächen wieder produktiv nutzen und dabei der Bodenerosion entgegenwirken. Die Neuvergabe von Flächen an Kleinbauern, Fragen der Bewässerung und Direktvermarktung werden in der Lokalpresse kontrovers diskutiert. Das Schienennetz in Ciego de Ávila hat eine Länge von 703 km und wird derzeit erneuert.

## Geschichte

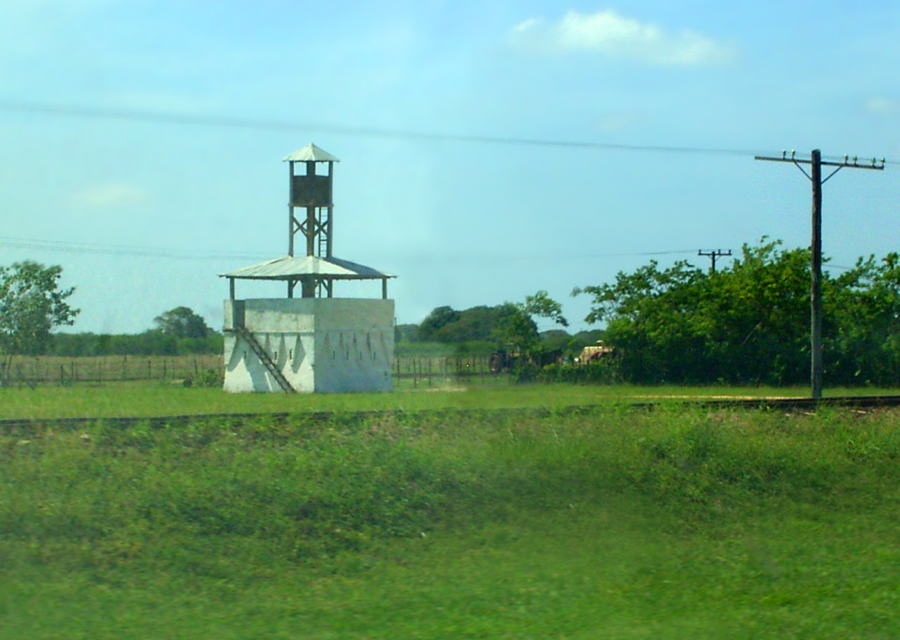
Trocha – Fort entlang Bahnlinie zwischen Ciro Redondo und Ciego de Avila

Die Provinz spielte eine bedeutende Rolle im 1. Unabhängigkeitskrieg gegen Spanien (Zehnjähriger Krieg). Um die Bewegung der Aufständischen nach Westen aufzuhalten, errichteten die Spanier ab 1869 den ‚Trocha de Júcaro a Morón‘ (span. la trocha = der Pfad). Die 68 km lange, stark befestigte Verteidigungslinie bestand aus Forts, Wachtürmen, Gräben und Stacheldrahtzäunen. Sie ist das größte militärische Bauwerk in den spanischen Kolonien und zählt zum kubanischen Nationalerbe. Reste der Wachtürme können noch heute besichtigt werden, z. B. in der Umgebung von Ciego de Avila oder Ciro Redondo.

## Tourismus
Ursprünglich war die Region um Morón vor allem für Angler und Jäger ein bevorzugtes Touristenziel.
Seit 1993 wurden die beiden größten Inseln Cayo Coco und Cayo Guillermo mit großen Hotelanlagen touristisch erschlossen.
Verbindung zum Festland gibt es seit 1989 über einen 17 km langen Damm. Einheimische haben kaum Zutritt zu den Touristenresorts.
Seit ca. 2003 ist auf Cayo Coco ein internationaler Flughafen (Jardines del Rey, CCC) in Betrieb, der auch aus Europa direkt angeflogen wird. Damit entfällt für Chartertouristen der lange Transfer von Ciego de Avila. Der dortige Flughafen Máximo Gómez (AVI) hat heute kaum noch Bedeutung.
Für Touristen aus Cayo Coco ist Moron für Tagesausflüge gut erreichbar. Interessant sind u. a. das Stadtmuseum, die Bahnstation der Ferrocarriles del Norte, oder Exkursionen zur Zuckerfabrik im nahe gelegenen Patria.
Im Municipio Bolivia befindet sich die Loma de Cunagua, ein weitgehend unberührtes Naturschutzgebiet (8.228 ha). Die Hügellandschaft ist ein lohnendes Ziel für Naturbeobachtungen, mit Aussichtspunkten, Einrichtungen für Öko-Tourismus und Wanderpfaden unterschiedlichen Schwierigkeitsgrades.

## Verwaltungsgliederung
Die Provinz gliedert sich in zehn Municipios, die zumeist den Namen ihres Verwaltungssitzes tragen. Lediglich das Municipio Baraguá wird in Gaspar verwaltet. Es gibt nur zwei Städte in der Provinz: die zentral gelegene Hauptstadt Ciego de Ávila (114.829 Ew.) und das an der Nordküste gelegene Morón (59.371). Des Weiteren existieren 25 Siedlungen städtischen und 307 Siedlungen ländlichen Typs (Pueblos, Pobladas, Caseríos bzw. Bateys).
| Municipio        | Gesamtfläche mit Inseln (km²) 3 | Einwohner | Einwohner | Einwohner | Bevölkerungs- dichte (Ew./km²) 3 |
| Municipio        | Gesamtfläche mit Inseln (km²) 3 | 2002 1    | 2012 2    | 2016 3    | Bevölkerungs- dichte (Ew./km²) 3 |
| ---------------- | ------------------------------- | --------- | --------- | --------- | -------------------------------- |
| Chambas          | 766,96                          | 39.989    | 38.396    | 37.865    | 49,4                             |
| Morón            | 1.246,49                        | 59.203    | 66.287    | 69.158    | 55,5                             |
| Bolivia          | 891,95                          | 16.542    | 15.876    | 15.745    | 17,7                             |
| Primero de Enero | 651,54                          | 27.835    | 23.361    | 23.446    | 36,0                             |
| Ciro Redondo     | 567,08                          | 29.179    | 29.896    | 30.518    | 53,8                             |
| Florencia        | 290,69                          | 19.828    | 19.484    | 19.201    | 66,1                             |
| Majagua          | 497,63                          | 26.444    | 25.800    | 25.719    | 51,7                             |
| Ciego de Ávila   | 450,04                          | 133.327   | 147.745   | 153.833   | 341,8                            |
| Venezuela        | 821,02                          | 27.198    | 26.671    | 26.596    | 32,4                             |
| Baraguá          | 788,24                          | 32.221    | 32.538    | 32.833    | 41,7                             |
| Gesamte Provinz  | 6.971,64                        | 411.766   | 426.054   | 434.914   | 62,4                             |

Censusergebnisse:
- 1 Zensus 2002[6]
- 2 Zensus 2012[1]

Schätzungen bzw. Berechnungen am Jahresende:
- 3 2016[7]

## Bevölkerung
Entgegen dem nationalen Trend ist ein stetiger Bevölkerungszuwachs zu verzeichnen.
Bevölkerung zum Zensus
- 1981: 321.015
- 2002: 411.766
- 2012: 426.054

Bevölkerung (fortgeschrieben bzw. errechnet) am Jahresende:
| 2010 | 421.878 | 2014 | 431.048 |
| 2011 | 424.644 | 2015 | 433.036 |
| 2012 | 424.750 | 2016 | 434.914 |
| 2013 | 428.439 |      |         |

Die Bevölkerungsdichte liegt unterhalb des kubanischen Durchschnitts, der Urbanisierungsgrad beträgt 73,6 %. Statistisch gesehen kommen 1.026 Männer auf 1.000 Frauen, der Frauenanteil liegt also bei 49,37 % (Zahlen von 2012).